# Widmanstättenstructuur

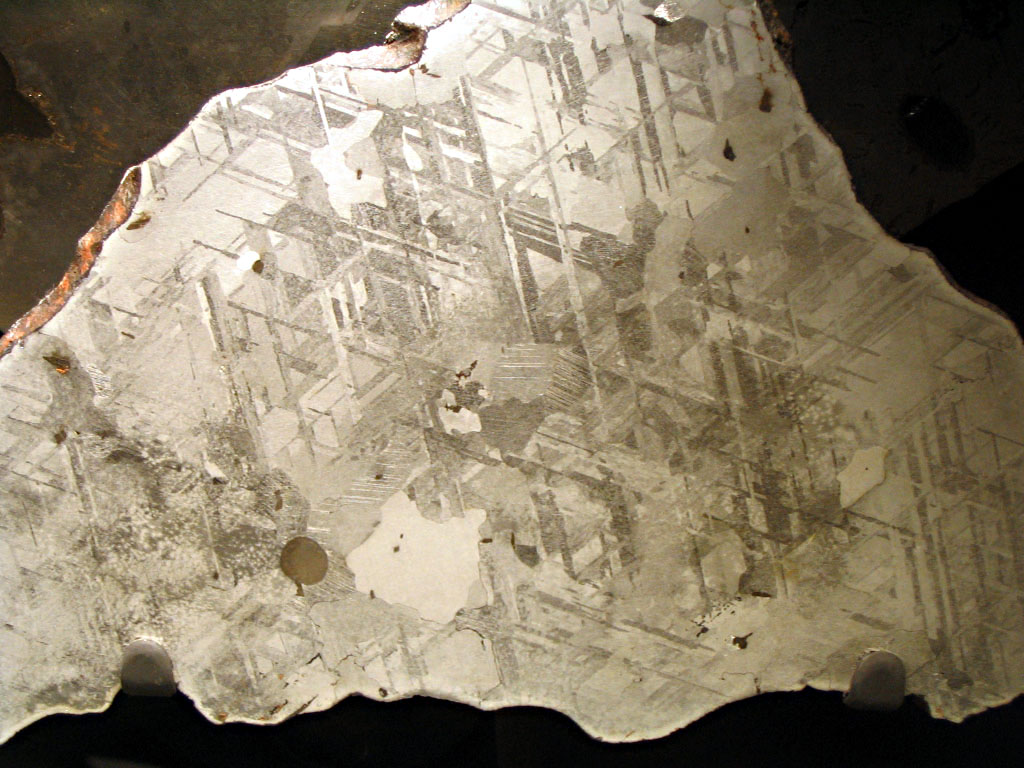
Doorsnede van een meteoriet, waarbij widmanstättenstructuren te zien zijn.

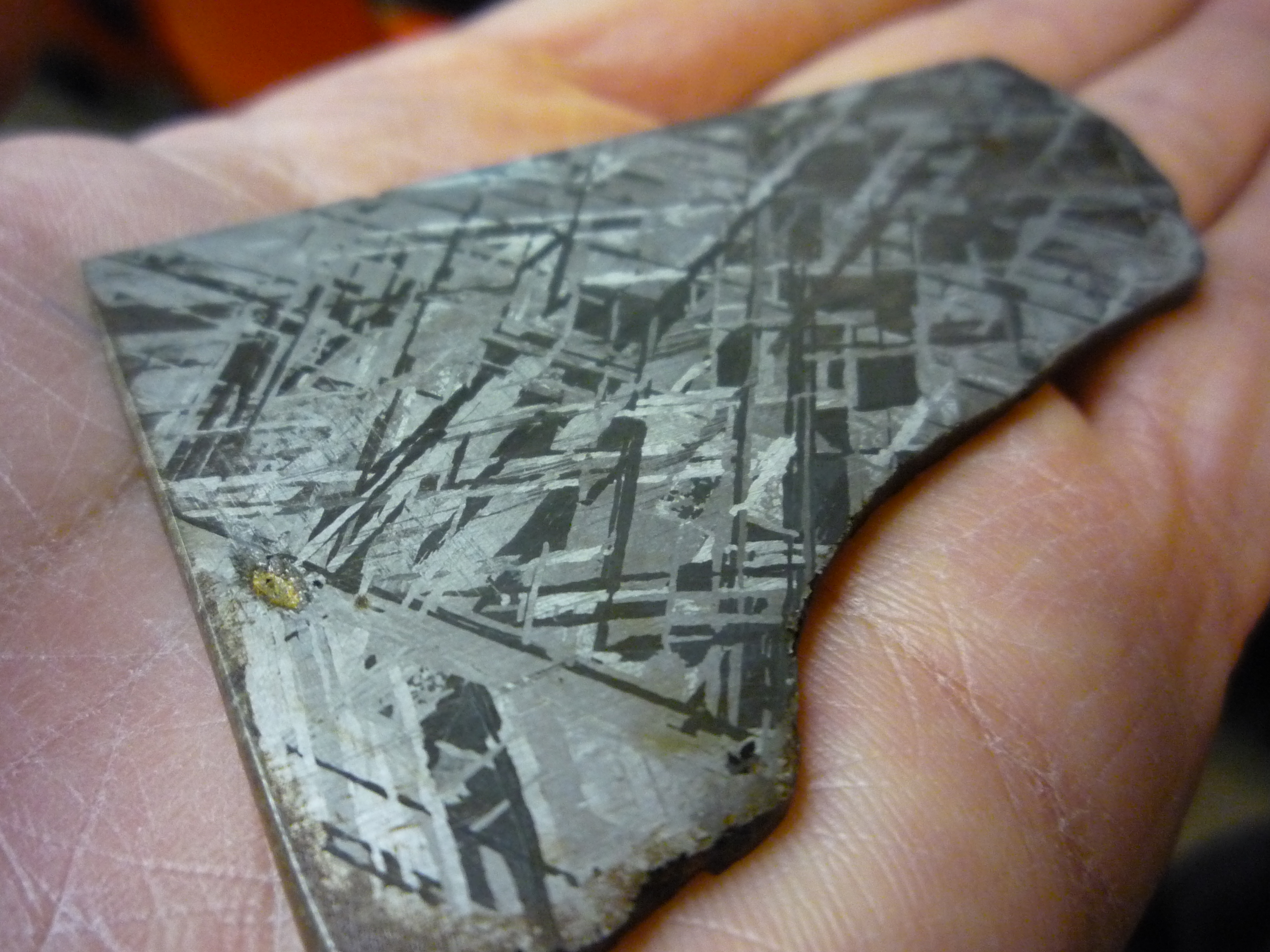
Widmanstättenstructuur op een ijzernikkel-meteoriet welke op een hand ligt om de grootte van de lamellae aan te geven

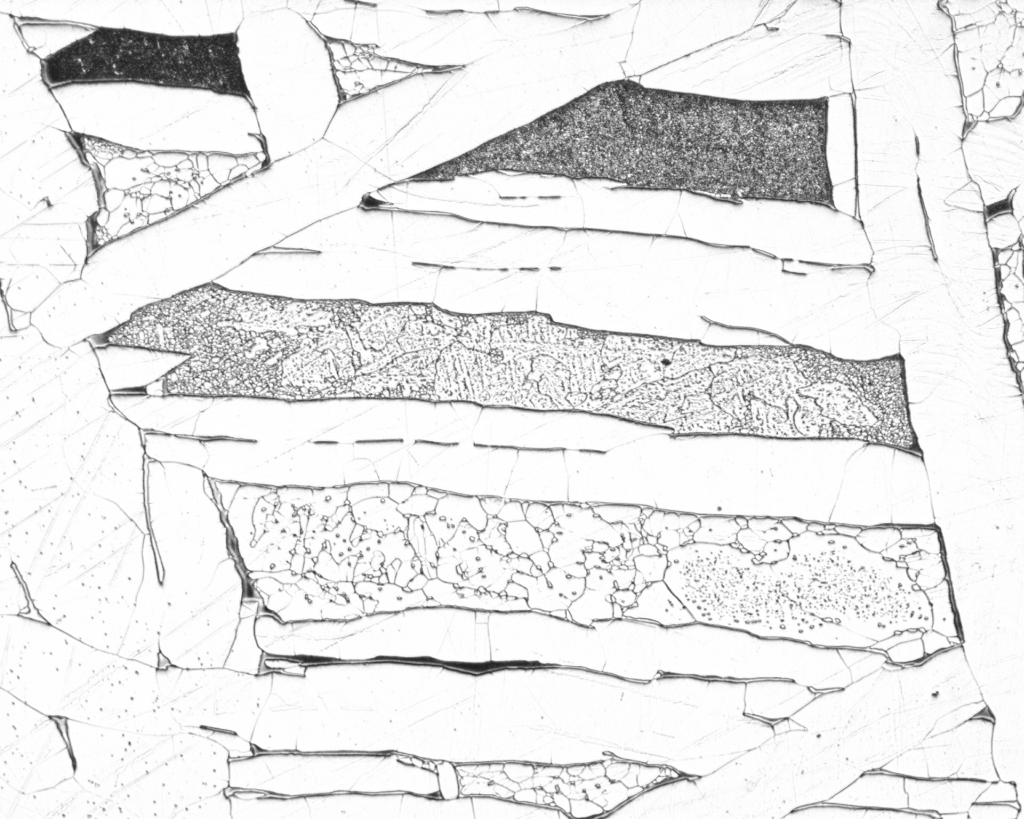
Microstuctuur-weergave van de Widmanstättenstructuur.

Widmanstättenstructuren zijn driehoekige structuren in nikkelijzer-meteorieten die zichtbaar worden wanneer de meteoriet doorgezaagd, gepolijst en met salpeterzuur geëtst wordt. Als staal verhit wordt tot in de buurt van het smeltpunt, kunnen vergelijkbare structuren ontstaan. De structuur is vergelijkbaar met een "geweven mand" uit dunne laagjes materiaal, welke lamellae worden genoemd.

## Geschiedenis
De structuren zijn genoemd naar de Weense scheikundige Alois von Beckh-Widmanstätten (1754-1849), die deze manier om meteorieten te herkennen ontdekte in 1808. Vier jaar daarvoor, in 1804, had de Britse scheikundige G. Thomson onafhankelijk van Widmanstätten, de structuren ook al ontdekt. Thomson stierf in 1806 en zijn werk werd pas in 1808 gepubliceerd.

## Vorming
De structuur ontstaat in meteorieten door de groei van nieuwe fasen in de korrelgrenzen (grensvlakken) tussen grotere korrels van de nikkelijzer-mineralen kamaciet en taeniet. Bij het etsen reageert de kamaciet met het zuur en lost op, terwijl de taeniet-kristallen intact blijven. De langgerekte groeven die zo ontstaan worden lamellae genoemd.
Meestal worden deze structuren gevonden in octaëdrieten, een type ijzer-meteoriet met een bepaalde nikkel-concentratie. Omdat nikkelijzer-kristallen alleen lengtes van enkele centimeters bereiken wanneer ze enkele miljoenen jaren de tijd krijgen om te stollen. Daarmee kan het voorkomen van Widmanstättenstructuren worden gebruikt om vast te stellen of men met buitenaards ijzer te maken heeft.

## Benaming
De term Widmanstättenstructuur heeft geen duidelijk vastgelegde definitie voor een bepaalde structuur of materiaal. Er kan gesteld worden dat nikkelijzer-meteorieten, of ten minste meteorieten, in ieder geval de Widmanstättenstructuur kunnen vormen, maar de naamgeving voor dit fenomeen in andere materialen wordt niet door iedereen juist bevonden. De term Widmanstättenstructuur wordt vaak gebruikt voor het aanduidden van de microstructuur van stalen, het Widmanstätten-ferriet, of titaniumaluminium-legeringen.
Het is erg vergelijkbaar met de lamellaire microstructuur, welke ook uit lamellae bestaat. Daarnaast lijkt de aciculaire (naald-vormige) microstructuur op de Widmanstättenstructuur. In het algemeen wordt aangenomen dat de Widmanstättenstructuur een speciaal type lamellaire microstructuur is, maar dan op grotere schaal, met dikkere lamella en langere, bredere korrelgrenzen. Waar de Widmanstättenstructuur zichtbaar is met het blote oog (ordegrootte van millimeters), wordt voor de lamellaire microstructuur meestal aangenomen dat deze alleen zichtbaar is onder een microscoop (ordegrootte van micrometers). Daarnaast worden dezen ook vaak onderscheiden van elkaar aan de hand van hun patroon. Waar de lamellaire microstructuur bestaat uit laagjes lamellae boven of naast elkaar, of als vlokken door een matrix, heeft de Widmanstättenstructuur een patroon dat de vorm heeft van een "geweven mand". Aangezien de definite van de term niet duidelijk is vastgelegd, is het aan de auteur zelf een keuze te maken of de term Widmanstättenstructuur voor de benaming van een specifieke structuur juist is. De term Widmanstättenstructuur wordt dus gebruikt voor: 
- in het algemeen, de kenmerkende "geweven mand"-structuur in meteoriet-materiaal;
- door sommigen, ook voor andere soorten materiaal: 
  - lamellaire microstructuren met dikkere en grotere lamellae, die met het oog zichtbaar zijn;
  - of lamellaire microstructuren met lamellae in de vorm van een "geweven mand".